# Отделение № 2 (Павлодарский район)
Отделение № 2 (каз. Отделение № 2), вариант названия — Мирное — упразднённое село в Павлодарском районе Павлодарской области Казахстана. Входило в состав Красноармейского сельского округа. Ликвидировано в 2004 г.

## Население
В 1989 году население села составляло 191 человек. По данным переписи 1999 года, в селе проживало 83 человека (46 мужчин и 37 женщин).